# Cormoran huppé
Gulosus aristotelis
Genre
Espèce
Statut de conservation UICN

 LC  : Préoccupation mineure
Le Cormoran huppé (Gulosus aristotelis) est une espèce d'oiseaux de mer appartenant à la famille des Phalacrocoracidae. Il est le seul représentant du genre Gulosus depuis la réhabilitation de ce genre en 2021. C'est une espèce strictement maritime dont l'aire de répartition est cantonnée à la rive est de l'Atlantique nord et à la Méditerranée.

## Morphologie
Cet oiseau, comme son cousin le grand cormoran, a un plumage noir à reflets verts ou bleus dus à une iridescence des plumes. Son bec noir un peu crochu, allongé, présente des commissures jaunes en période nuptiale. Sur son front une courte huppe complète sa physionomie. Il perd cette huppe et cette commissure colorée, et devient plus brun en période internuptiale. Il mesure 65 à 80 cm de long, a une envergure de 90 à 105 cm et pèse de 1,75 à 2,50 kg.
Les juvéniles sont bruns, avec le ventre plus clair que le reste du corps, et ont le menton blanc. En vol, ils présentent un triangle blanc sur le bas de leur abdomen.
Il se distingue morphologiquement du grand cormoran par sa taille (plus petite), un cou fin et droit en vol, un front plus bombé, des joues plus sombres et l'absence de la tâche jaune-orangée typique du grand cormoran reliant l’œil à la gorge. La huppe, lorsqu'elle est visible, est plus prononcée et située plus à l'avant de la calotte que celle du grand cormoran.

## Comportement

### Locomotion
Le cormoran huppé vole généralement près des vagues, avec des battements rapides de ses ailes étroites ce qui le distingue du grand cormoran, volant souvent un peu plus haut et dont les battements d'ailes sont plus lents, entrecoupés de planés, contrairement au cormoran huppé.
C'est un excellent nageur, capable de plonger jusqu'à plus de 60 m, même s'il ne descend généralement guère en-dessous de 30 m. Il reste environ 2 minutes sous l'eau, le maximum enregistré étant de 163 secondes, avec un laps de temps moyen de 84 secondes en moyenne entre deux immersions. La plongée s'effectue depuis la surface ; elle suit un bond vif (notablement plus important que celui du grand cormoran) destiné à placer l'oiseau en position de plongée.

### Alimentation

#### Régime alimentaire

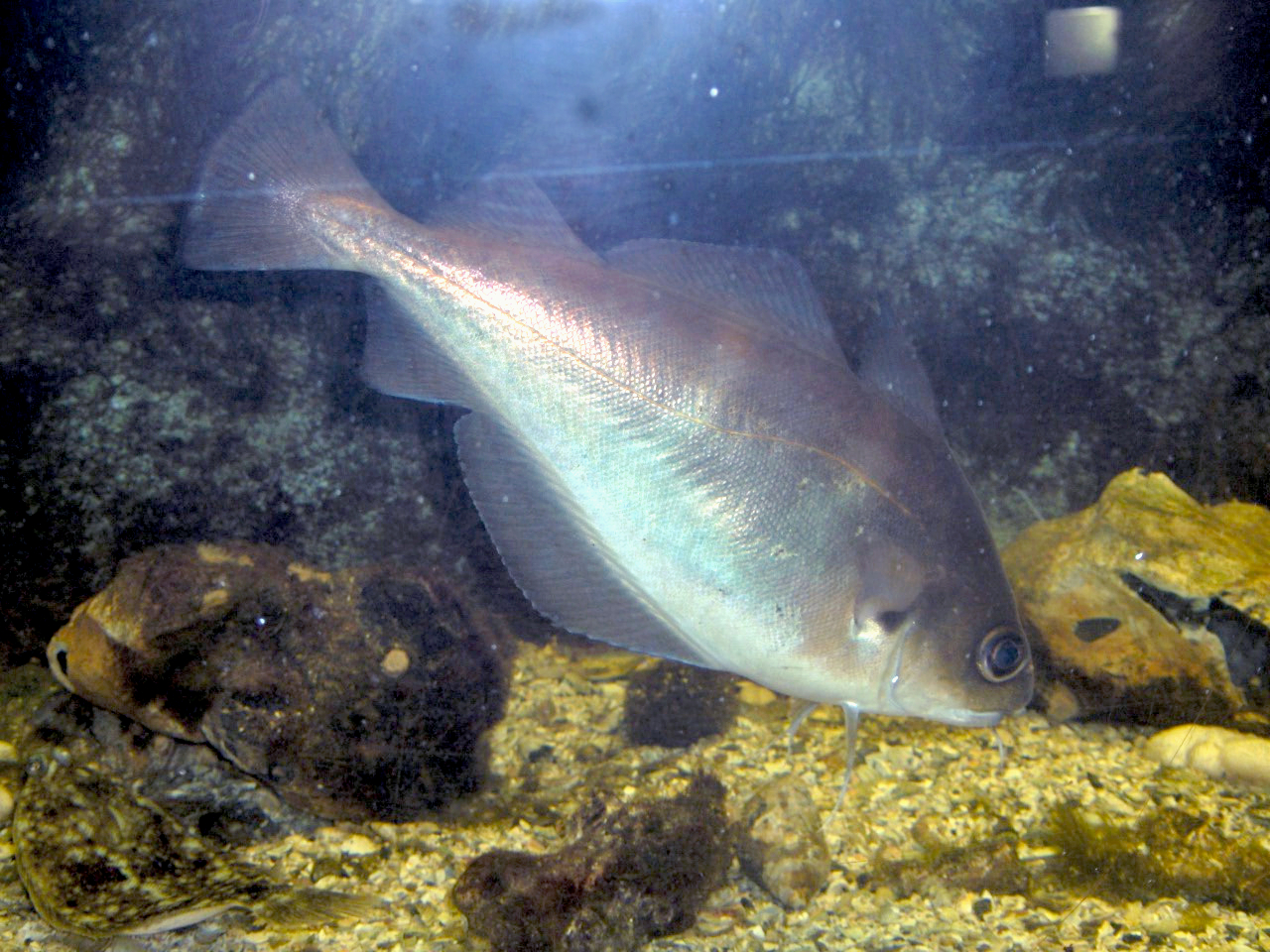
Les petits poissons démersaux, comme le tacaud, peuvent constituer une part importante du régime du cormoran huppé

Comme tous les cormorans, le cormoran huppé est une espèce strictement zoophage : de nombreuses espèces de poissons et d'invertébrés marins figurent à son régime alimentaire. Du point de vue quantitatif, il est toutefois presque exclusivement piscivore.
La composition du régime alimentaire varie substantiellement selon les études, les saisons et les localités, mais les lançons forment souvent une part essentielle de ses proies, notamment autour des Îles britanniques, à Chausey, en Galice, etc. La dominance de ces poissons pélagiques que sont les lançons dans leur menu ne signifie pas nécessairement que les cormorans les capturent en pleine eau : dans un certain nombre de cas, ils ont pu être pêchés sur le fond,. Dans de nombreuses études, les poissons démersaux constituent une part importante, voire dominante, du régime alimentaire, comme les gadidés (tacauds, lieus) en Bretagne et en Norvège ou les labridés (vieilles) en Corse.

#### Comportement alimentaire
Espèce fortement sédentaire, le cormoran huppé se déplace peu pour s'alimenter. D'une manière générale, ses zones de pêche sont situées dans un rayon de moins de 10 km autour de son site de reproduction. Deux études dans les Îles Britanniques indiquent des distances de déplacement moyennes de 7 km et maximum de 17 km autour des colonies,. À l'île de May (Écosse), l'utilisation de techniques de radiotélémétrie a permis de constater qu'en période d'élevage des poussins, les adultes étaient capables de changer brusquement de zone de pêche, probablement en relation avec des modifications de la disponibilité des proies : les oiseaux effectuent tantôt des voyages longs (10 km environ pour une durée de trajet de 7 à 14 minutes), tantôt des voyages courts (800 m en moyenne pour une durée de retour inférieure à 3 minutes). Le rendement des seconds est supérieur.
Typiquement, qu'il soit long ou court, un voyage alimentaire se déroule selon le schéma suivant : vol direct vers la zone de pêche, plusieurs plongées, séjour en surface de 5 à 15 minutes et retour au nid.

Souvent considéré comme un plongeur benthique, le cormoran huppé est en fait susceptible d'exploiter toute la colonne d'eau comprise entre la surface et une trentaine de mètres de profondeur qui constitue son domaine habituel de plongée. Il est capable de pêcher, et même apprécie les zones où les courants de marée sont forts, voire les eaux agitées près des côtes rocheuses, où les conditions de nage sont difficiles. C'est un prédateur avant tout solitaire, même si des rassemblements de plusieurs centaines d'individus ont été occasionnellement notés autour de bancs de poissons particulièrement denses,.

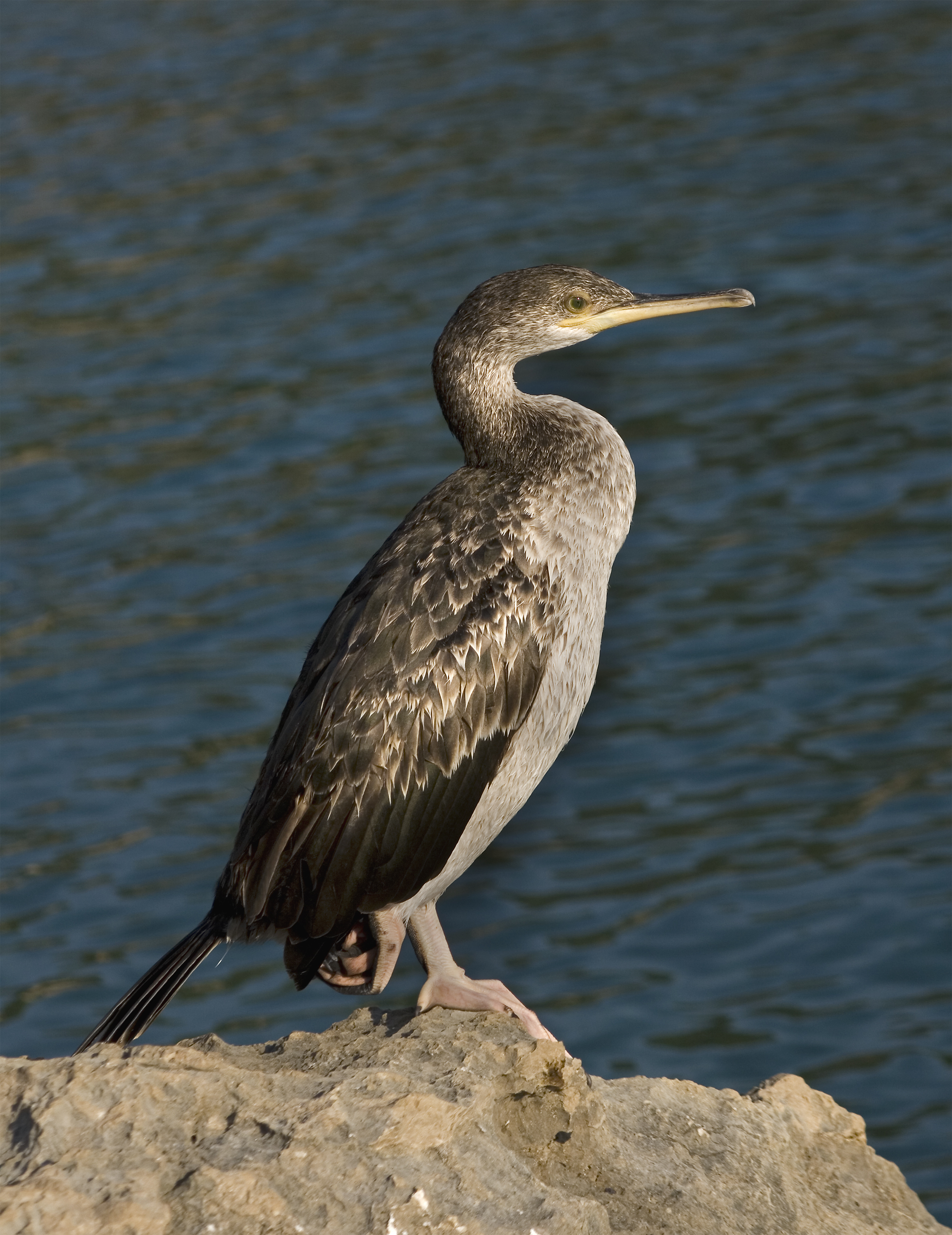
Jeune cormoran huppé méditerranéen (première année), généralement plus clair que les autres sous-espèces.

L'activité de pêche du cormoran huppé est strictement diurne, ce qui est conforme au fait que, comme pour plus de 99 % des espèces d'oiseaux, la détection des ressources alimentaires fait exclusivement ou essentiellement appel à la vision. Pour les oiseaux qui vont rechercher leurs proies en plongée, la diminution graduelle de l'éclairement lumineux avec la profondeur peut constituer un facteur limitant supplémentaire. On constate effectivement que les cormorans huppés modulent leur comportement de plongée en fonction du cycle d'éclairement circadien : les plongées les plus profondes correspondent aux moments de la journée où l'éclairement est maximum.
Le facteur lumineux joue également un rôle important à l'échelle saisonnière : les individus augmentent fortement le temps alloué à la pêche pendant les mois hivernaux en raison de la diminution globale de l'éclairement et de la réduction de la longueur du jour ; autour du solstice d'hiver, ils peuvent consacrer jusqu'à 90 % de la durée du jour à l'alimentation. Ce problème influence également la survie juvénile pendant les mois d'hiver : moins efficaces que les adultes dans les activités de pêche, les jeunes compensent ce handicap en consacrant, par jour, 3 h de plus que leurs aînés à l'alimentation ; à partir de novembre, ils sont contraints par la longueur du jour, ce qui serait à l'origine d'une mortalité hivernale cinq fois plus élevée que celle des adultes.
Cet oiseau rejette sous forme de pelote de réjection la partie indigeste de ses aliments (otolithes notamment), ce qui permet aux biologistes non seulement de savoir ce qu'il a mangé, et ainsi d'obtenir de nombreuses informations sur les fluctuations de la biodiversité marine des zones prospectées par l'animal.

### Comportement social
Cet oiseau, moins grégaire que la plupart des cormorans, peut être solitaire, mais il niche souvent en petits groupes épars et peut parfois former des groupes d'une centaine d'individus au niveau d'une zone de pêche très productive.
Lors de la saison de nidification, il fait entendre des grognements rauques lorsqu'il est au nid, mais il est généralement silencieux en mer ou lors de la saison hivernale.

### Reproduction

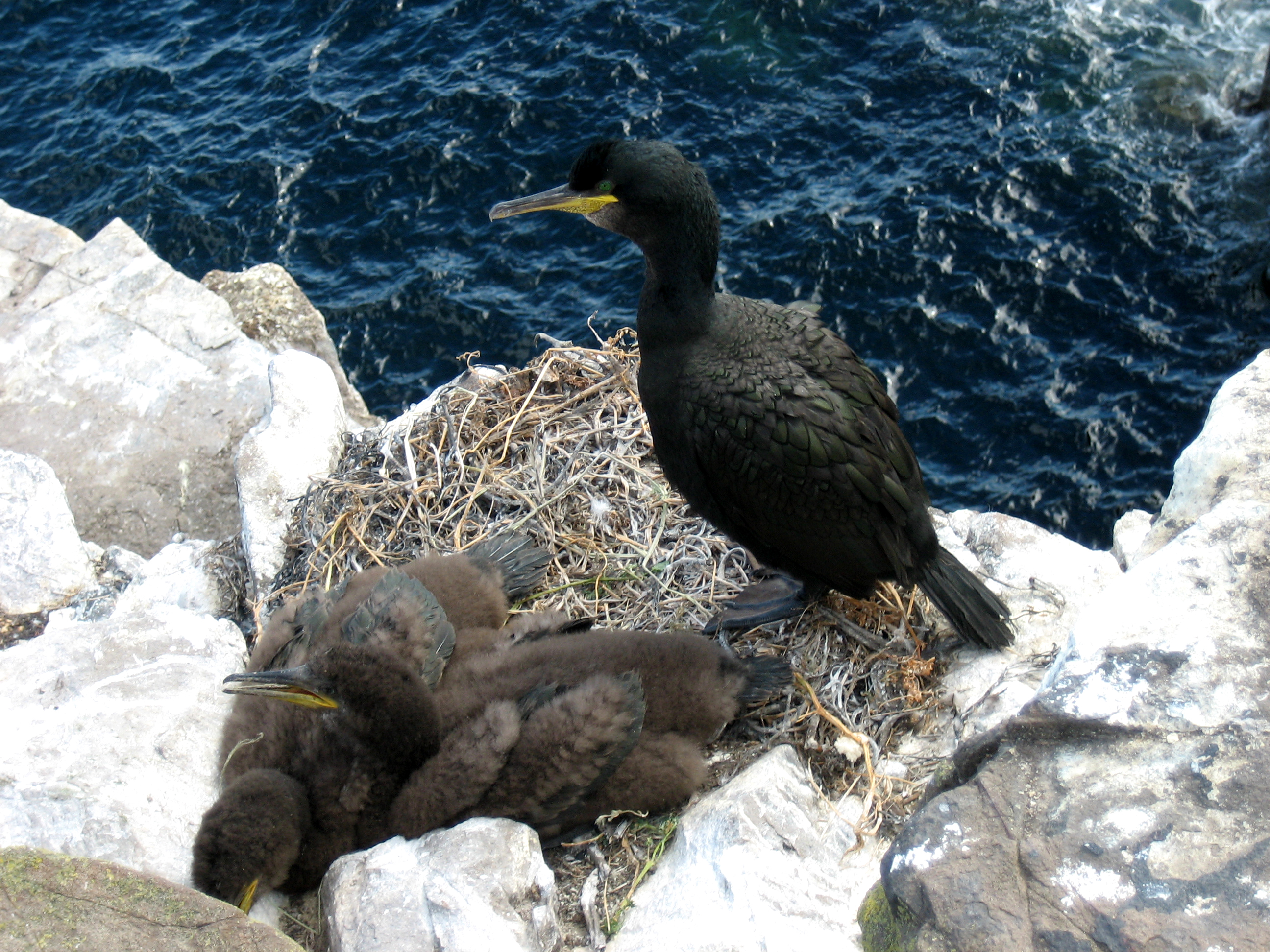
Un adulte et deux juvéniles au nid.

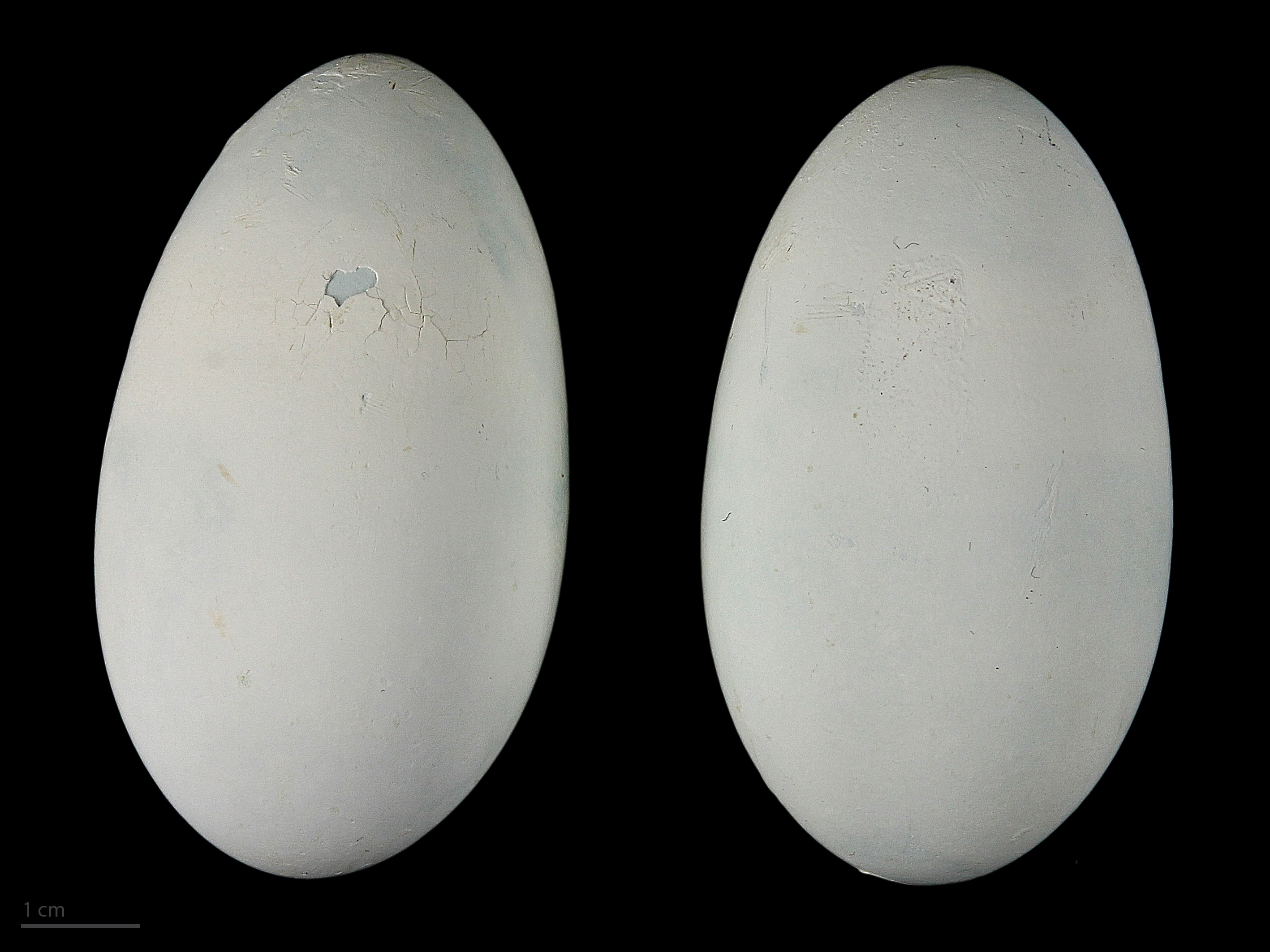
Gulosus aristotelis - MHNT.

Les cormorans huppés sont parmi les oiseaux de mer européens dont la période de présence sur les sites de reproduction est la plus longue. Les adultes restant très attachés à leur colonie, il n'est pas rare que, dans certaines localités au moins, ils y soient vus toute l'année, ou presque. C'est par exemple le cas aux Farne Islands (Northumberland) ou dans les falaises du Cap Sizun, en Bretagne. On ne sait toutefois pas si, en automne et en hiver, les colonies constituent des zones de regroupement, notamment nocturne, ou si les oiseaux y occupent leurs propres sites de nidification de la saison précédente. Quoi qu'il en soit, il existe partout une période où la présence sur les lieux de reproduction est très limitée, sinon nulle. Pour les populations atlantiques européennes, cette période correspond approximativement à l'automne et au début de l'hiver. Pour les oiseaux méditerranéens, dont la reproduction est nettement plus précoce, l'absence durerait de juin à octobre.
Le nid est un simple tas d'herbe, de brindilles et d'algues, en général établi en situation abritée, dans des zones de blocs, dans des fissures ou des grottes, voire sous la végétation, notamment en Méditerranée. Mais il niche également sur des corniches plus ou moins larges et exposées à flanc de falaise, exceptionnellement jusqu'à 200 m de hauteur,. La femelle pond une fois par an, vers le mois de mai, 2 à 4 œufs bleuâtres. Le couple les couvent de 24 à 28 jours. Les jeunes sont nidicoles et quittent le nid entre 45 et 50 jours après éclosion.
Les individus vivent jusqu'à 15 ans.

## Répartition et habitat

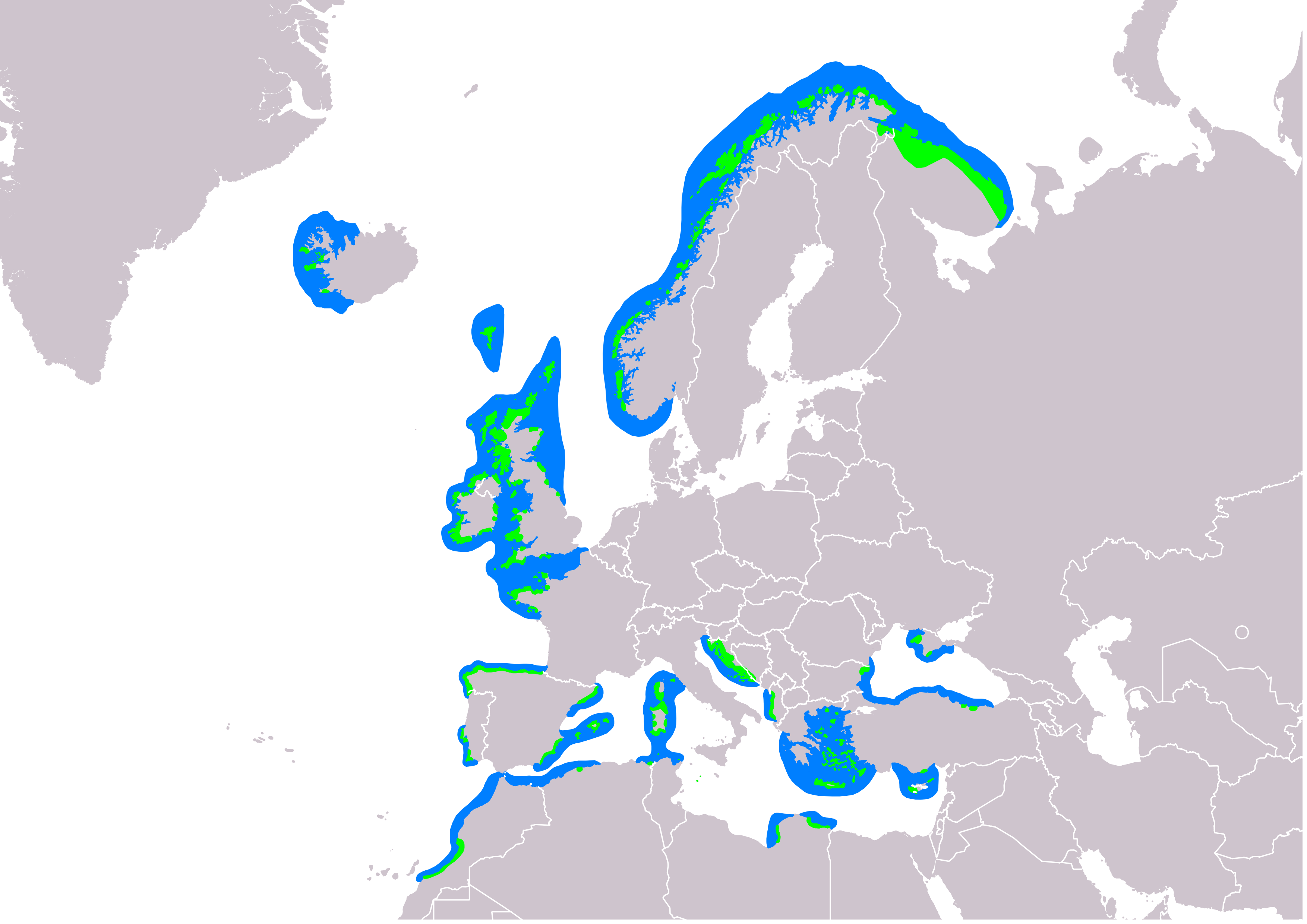

### Sous-espèces et répartition
D'après la classification de référence (version 14.1, 2024) de l'Union internationale des ornithologues, le Cormoran huppé possède 3 sous-espèces (ordre philogénique) :
- Le cormoran huppé atlantique (G. a. aristotelis, Linnaeus, 1761) occupe le nord de l'aire de répartition, depuis l'Islande et le nord de la Scandinavie jusqu'aux côtes atlantiques de la péninsule Ibérique. Dans cet ensemble, il n'habite guère que les rivages les plus océaniques, évitant totalement la mer Baltique et la quasi-totalité de la Mer du Nord.
- Le cormoran huppé marocain (G. a. riggenbachi, Hartert, EJO, 1923), peut-être confondu avec la sous-espèce méditerranéenne, est rare et localisé à la côte atlantique marocaine et aux îles Zaffarines.
- Le cormoran huppé méditerranéen, ou cormoran huppé de Desmarest (G. a. desmarestii, Payraudeau, 1826), occupe la Méditerranée, de façon morcelée depuis les côtes orientales de l'Espagne jusqu'à la Mer Noire. Les juvéniles de cette sous-espèce ont un ventre très clair, presque blanc.

### Habitat

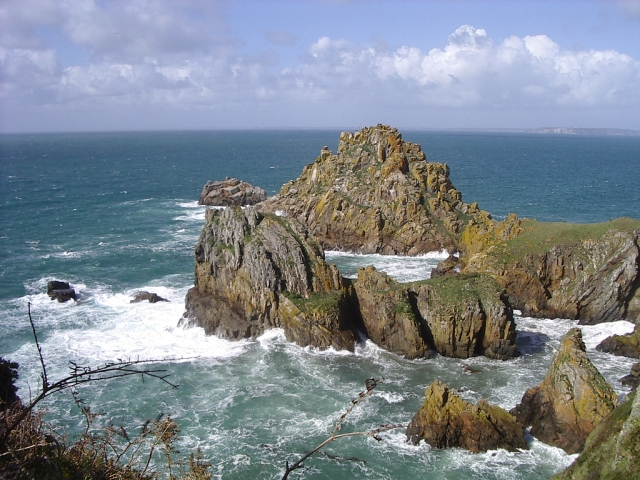
Cap Sizun, Finistère.
Îlots rocheux et côtes à falaises constituent l'habitat de prédilection du cormoran huppé

Le cormoran huppé est une espèce marine et côtière ne s'aventurant presque jamais jusqu'aux limites du plateau continental. En toute saison, il habite essentiellement les sections rocheuses du littoral, aux eaux claires et profondes. À l'inverse, il évite généralement les secteurs vaseux et notamment les estuaires. Cette exigence explique pour une bonne part les irrégularités de sa répartition géographique, et notamment son absence de la Mer du Nord et du fond du golfe de Gascogne, en France, entre la Bretagne et le Pays basque. Ses incursions à l'intérieur des terres restent exceptionnelles,,.
En période de reproduction, il occupe avant tout les îlots rocheux et les falaises continentales.
Ils restent toute l année sur la Côte d'azur (Juan Les Pins-Saint Jean Cap Ferrat) où de jeunes cormorans huppés sont régulièrement observés.